# Cité scolaire Auguste-Renoir
La cité scolaire Auguste-Renoir (couramment surnommé Renoir) est un collège et lycée d'enseignement général, situé à Limoges (Haute-Vienne), au 119, rue Sainte-Claire. Il est l'un des plus grands établissements scolaires de Limoges et de sa région avec plus de 1 800 élèves. Dans cet établissement plusieurs langues vivantes sont enseignées (espagnol, allemand, italien, russe, arabe...), il existe également des classes européennes et internationales, mais aussi un BTS de Commerce International (CI).
L'établissement est sorti de terre dans les années 1960 à l'emplacement d'une grande villa gallo-romaine du Ier siècle dont certaines ruines sont encore dans les sous-sols de l'aile ouest du bâtiment B. On doit ce lycée-collège au boom démographique qu'a connu la capitale limousine à cette époque. C'est donc en octobre 1962 que la nouvelle cité scolaire accueille ses premiers élèves.
L'établissement est largement reconnu de par l'augmentation importante du niveau de ses élèves par rapport à leur origine socio-économique. Ses élèves remportent fréquemment des prix. 
Le 1er avril 2012, la délégation représentant le Lycée Renoir à la session française du Parlement européen des jeunes est désignée pour représenter la France à la session internationale du PEJ d'Amsterdam du 2 au 11 novembre 2012. Du 5 au 7 avril 2013, le lycée Auguste Renoir de Limoges accueille la 34e session nationale du Parlement Européen des Jeunes France. Des délégations de tout l'hexagone s'y rassemblement en vue de désigner celle chargée de porter les couleurs tricolores à la session internationale de Tbilissi (Géorgie) à l'automne 2013. L'organisation de cet événement inscrit le lycée Renoir dans une tradition d'échanges européens et linguistiques.
En Septembre 2012, une Section Internationale Britannique ouvre au lycée Renoir, préparant au bac avec Option internationale du baccalauréat. Les élèves peuvent y accéder dès l'année de Seconde et peuvent continuer jusqu'en terminale dans le cadre d'un cursus en section Littéraire, Economique et Social, ou Scientifique. Les élèves candidats à l'OIB ont chaque semaine jusqu'à quatre heures de cours de Littérature Britannique, dispensées en langue anglaise, ainsi que quatre heures d'Histoire-Géographie, dispensées partiellement en anglais.

## Classement du Lycée
En 2015, le lycée se classe 6e sur 13 au niveau départemental quant à la qualité d'enseignement, et 1004e au niveau national. Le classement s'établit sur trois critères : le taux de réussite au bac, la proportion d'élèves de première qui obtient le baccalauréat en ayant fait les deux dernières années de leur scolarité dans l'établissement, et la valeur ajoutée (calculée à partir de l'origine sociale des élèves, de leur âge et de leurs résultats au diplôme national du brevet).

## Accès
Le lycée se trouve à un quart d'heure de la place Winston Churchill
Ce lieu est desservi par les lignes de bus de la TCL 10 D10 12 14 21 36.

## Galerie photos

Construction du lycée Renoir et premières années
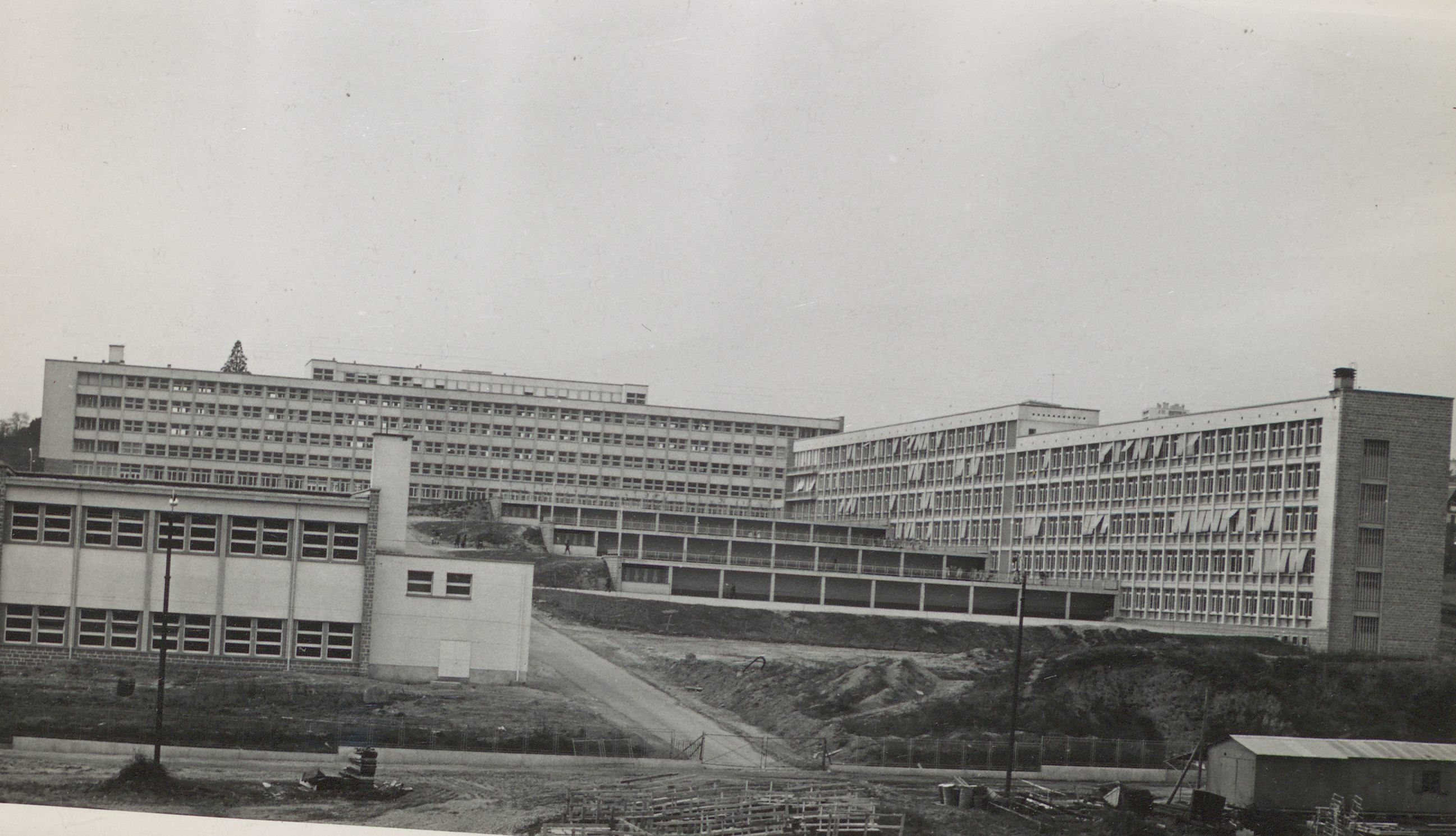
Le lycée depuis le Boulevard Bel Air en 1965.
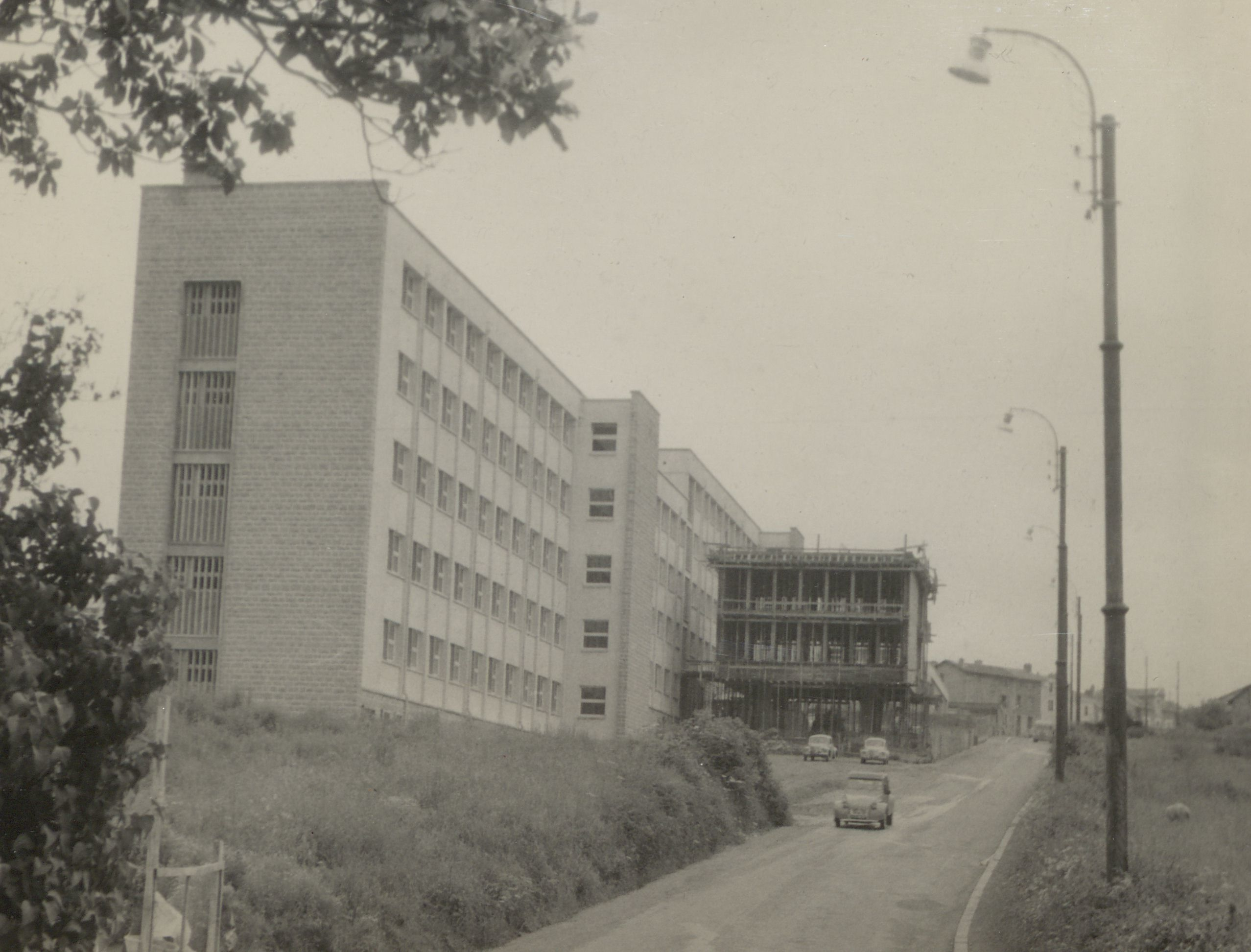
Construction du lycée et rue Sainte Claire en 1966.
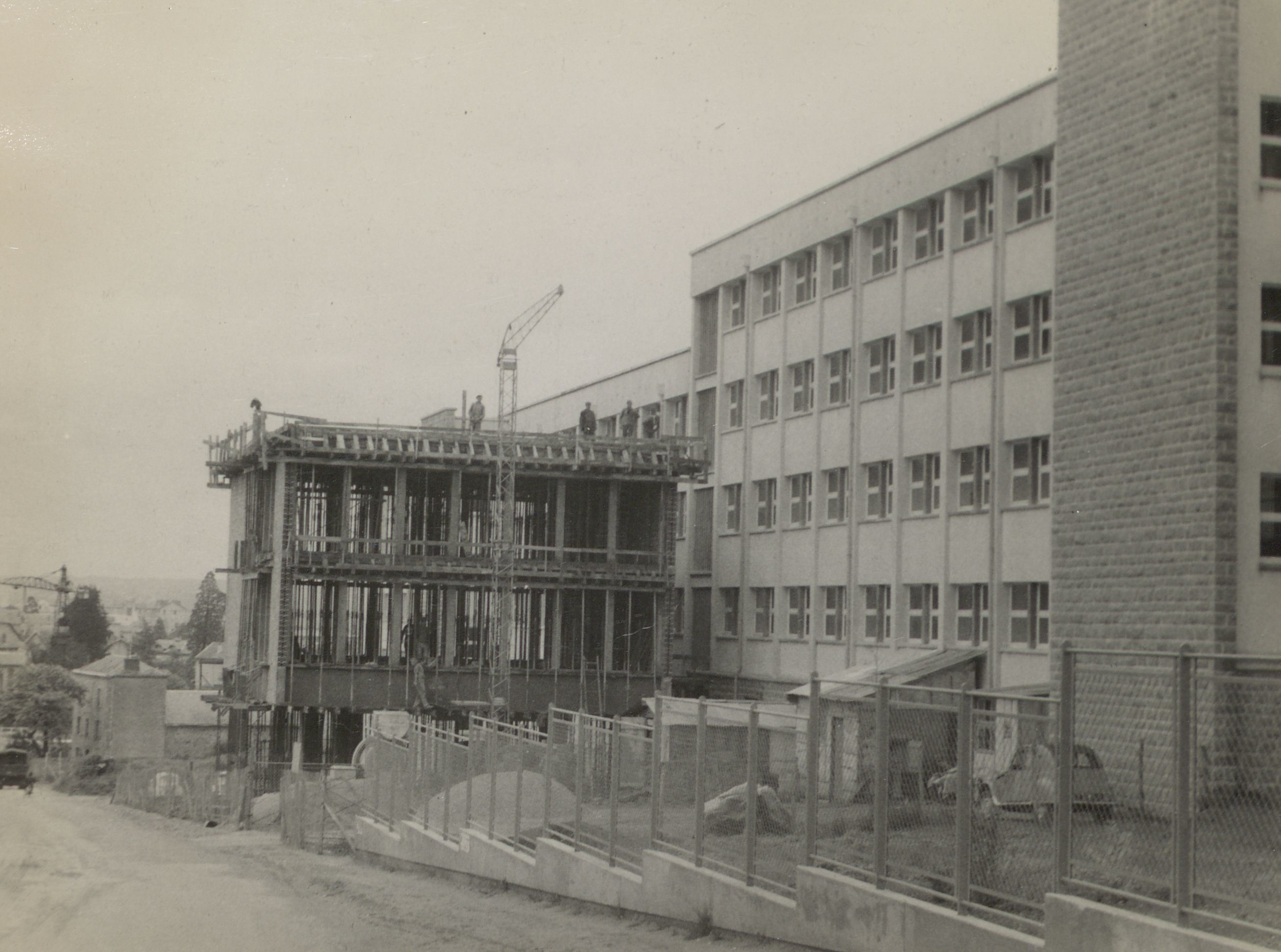
Construction du lycée vu depuis la rue Sainte Claire en 1966.
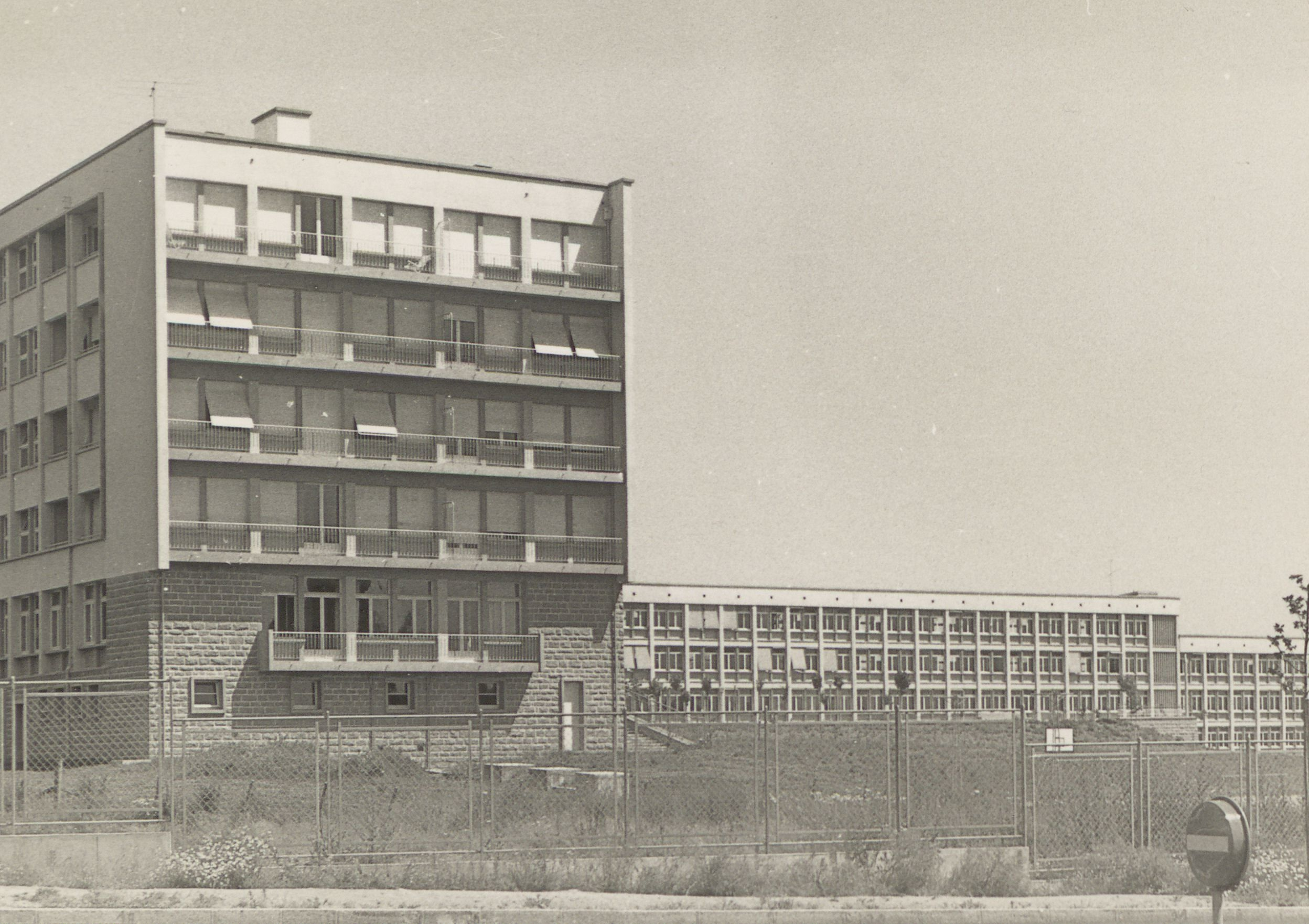
Le lycée depuis le Boulevard Bel Air en 1968.
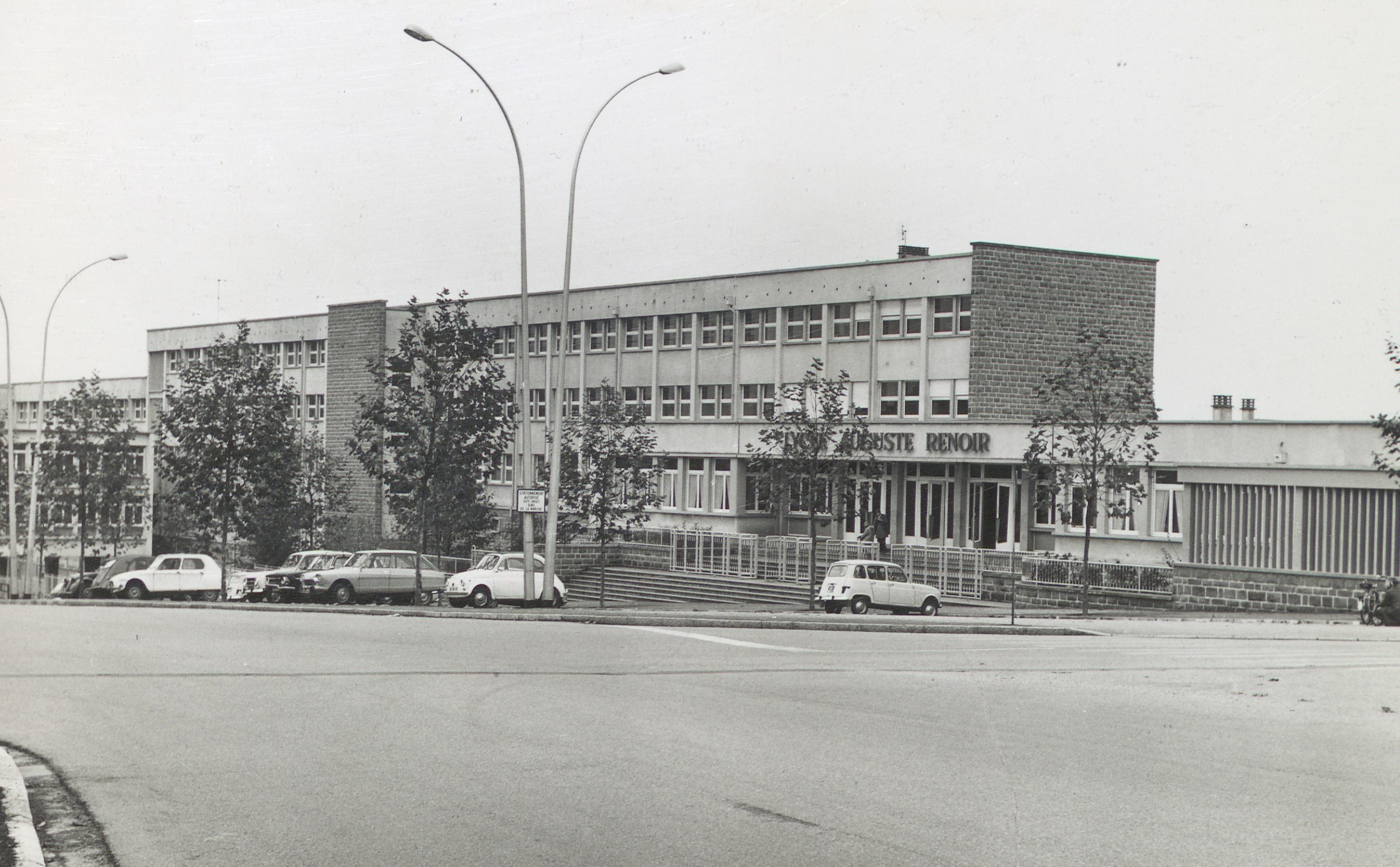
Le lycée depuis la rue Sainte Claire en 1974.